# Mila (Mila)
Mila es un municipio (baladiyah) de la provincia o valiato de Mila en Argelia. En abril de 2008 tenía una población censada de 69 052 habitantes.
Se encuentra ubicado al noreste del país, junto a la región de Cabilia y cerca de la costa del mar Mediterráneo y al este de la capital del país, Argel.
Fue una colonia romana–ciudad bereber en la Provincia romana de Numidia. conocida como Milevum, Milevi o Milev (en latín; "Mireon" o Μιραίον en griego). 
Sede de una diócesis, en ella se celebró un Concilio que condenó el donatismo, y en que desempeñó un importante papel San Agustín. Esta sede permanece hoy en día como Sede titular en la provincia eclesiástica de Numidia.